# 2014年カタルーニャ独立住民投票
2014年カタルーニャ独立住民投票（2014ねんカタルーニャどくりつじゅうみんとうひょう、カタルーニャ語: Consulta sobre el futur polític de Catalunya de 2014、スペイン語: Consulta sobre el futuro político de Cataluña de 2014）は、2014年11月9日に非公式に実施された、スペインからのカタルーニャ州独立の是非を問う住民投票である。

## 経緯
2012年11月の州議会議員選挙で第1党を維持した民族主義政党連合集中と統一(CiU)と、第2党に躍進した急進独立派カタルーニャ共和主義左翼(ERC)は、2014年中の住民投票実施で合意した。
2013年9月11日、独立を求める「カタルーニャ独立への道」行動に、86自治体が協力し160万人以上の住民が参加した。
2013年12月12日、カタルーニャ州政府のアルトゥール・マス首相と独立支持派の4党は、カタルーニャの分離独立の是非を問う住民投票を2014年11月9日に実施すると発表。まず「カタルーニャが国家になるべきか」を問い、次に「その国家に独立を望むか」を問うとし、住民投票の形式や法的な扱いについて、実施反対のスペイン政府と交渉していく姿勢を示した。
2014年9月19日、カタルーニャ州議会は、スペインからの事実上の独立を問う住民投票関連法案を賛成106票、反対28票の賛成多数で可決した。27日にマス州首相の署名を経て正式に実施が決まった。一方、独立を回避したいスペイン政府は、住民投票はスペイン1978年憲法違反との立場をとっており、29日、憲法裁判所に提訴、これを受け裁判所は差し止め命令を出した。10月13日、マス州首相は住民投票を断念し、予定日には法律の範囲内での投票を行い、結果を公表することを発表した。マス州首相は翌10月14日、民意を調査するための非公式の住民投票を実施すると述べた。これに対しスペイン政府は10月31日、非公式の投票も違憲として憲法裁に提訴、11月4日憲法裁は投票実施を差し止める決定を下した。同日州政府側は、意見を表明する自由を侵害するものだと批判、投票実施を表明した
。
11月9日、州政府が民意調査と位置づける住民投票が実施された。有権者数は約540万人で、約4万人のボランティアが作業にあたり、約1300の投票所が設置された。「1.カタルーニャが国家になるべきか」「2.その国家に独立を望むか」、が問われ、開票結果は以下のとおりであった。
- 投票者数 230万5290人[12]
- はい - はい 80.76%[12]
- はい - いいえ 10.07%[12]
- はい - 無回答 0.97%[12]
- いいえ 4.54%[12]
- 無回答 0.56%[12]
- その他 3.09%[12]

2015年2月25日、憲法裁判所は、主権に関する住民投票を実施する権利は中央政府にのみあることを理由に、全員一致でこの住民投票は違憲との判決を下した。2017年3月13日にはバルセロナ州の高等裁判所がマス前州首相に対して、住民投票を強行したことは行政機関への不服従などにあたるとして公民権を2年間停止する有罪判決を下している。